# 아카리 류류우
아카리 류류우(あかりりゅりゅ羽, 8월 8일 ~ )는 일본의 남성 만화가다.

## 개요
원래 동인만화가였지만 《월간 콤프에이스》에 연재중인 《러키☆스타》 공식 어나더 스토리 《러키☆스타 포켓 토라베라~즈(らき☆すた ポケットとらべら〜ず)》로 데뷔했다.
《러키☆스타》의 작가인 요시미즈 카가미를 존경한다고 한다. 좋아하는 것은 가지와 시금치.

## 주요 작품
- 《러키☆스타 포켓 토라베라~즈》(원작 : 요시미즈 카가미, 월간 콤프에이스(카도카와 쇼텐) 연재)

이 외에도 카도카와 쇼텐 발행의 《러키☆스타》 《Fate/stay night》의 코믹 아라카르트(앤솔러지 코믹)에 기고하고 있다.